# Blair (Oklahoma)
Blair é uma cidade  localizada no estado norte-americano de Oklahoma, no Condado de Jackson.

## Demografia
Segundo o censo norte-americano de 2000, a sua população era de 894 habitantes. 
Em 2006, foi estimada uma população de 806, um decréscimo de 88 (-9.8%).

## Geografia
De acordo com o United States Census Bureau tem uma área de 
1,1 km², dos quais 1,1 km² cobertos por terra e 0,0 km² cobertos por água. Blair localiza-se a aproximadamente 446 m acima do nível do mar.

## Localidades na vizinhança
O diagrama seguinte representa as localidades num raio de 28 km ao redor de Blair. 